# Réserve forestière de Diécké
La réserve forestière de Diécké est une zone protégée de la forêt de Diécké en république de Guinée. Elle est située à 150 km à l'ouest de Bossou avec une superficie de 64 000 ha. Elle est à une altitude étagée entre 400 et 595 m. Composée de forêts humides de plaine à canopée fermée et de forêts pluviales denses sempervirentes. Les forêts denses primaires et secondaires représentent environ 70 % de la superficie de la réserve, le reste étant constitué de forêts semi denses, de zones non forestières et de jachères .

## Division de la réserve de Diécké
La réserve de Diécké a fait l’objet d’un projet de 1991 à 1996, divisant la forêt en trois zones avec des modes de gestion distincts : 
- la zone de protection est située au cœur de la réserve (14 762 ha soit 25 %) et a été en grande partie préservée de l’exploitation forestière dans le passé. L’exploitation forestière et l’extraction y sont interdites. La canopée y est globalement intacte et les strates inférieures de la forêt sont majoritairement ouvertes avec quelques parcelles denses ;
- la zone d’utilisation durable où l’exploitation du bois est autorisée et continue. Le niveau de dégradation de la forêt varie du très léger au sévère. Quelques zones semblent être constituées de forêt primaire tandis que d’autres sont denses et difficiles d’accès dans des zones de marécages et de collines escarpées ;
- la zone d’amélioration recouvrant la majorité de la périphérie de la réserve. Cette zone contient une forêt naturelle mais dégradée[1].

## Cours d'eau
Il y a deux rivières principales et trois cours d'eau qui traversent la forêt : la rivière Nyé au sud-ouest et la rivière Gbin au sud-est.